# 尼科利斯科耶村委员会 (阿斯特拉罕州)
尼科利斯科耶村委员会（俄语：Никольский сельсовет）是俄罗斯联邦阿斯特拉罕州叶诺塔耶夫卡区所属的一个村委员会。其下辖有1个居民点，行政中心为尼科利斯科耶。据2015年统计，该村委员会的人口为5093人。